# Les Contrées nocturnes
 (septembre 2022).
La mise en forme du texte ne suit pas les recommandations de Wikipédia : il faut le « wikifier ».
Les points d'amélioration suivants sont les cas les plus fréquents :
- Les titres sont pré-formatés par le logiciel. Ils ne sont ni en capitales, ni en gras.
- Le texte ne doit pas être écrit en capitales (les noms de famille non plus), ni en gras, ni en italique, ni en « petit »…
- Le gras n'est utilisé que pour surligner le titre de l'article dans l'introduction, une seule fois.
- L'italique est rarement utilisé : mots en langue étrangère, titres d'œuvres, noms de bateaux, etc.
- Les citations ne sont pas en italique mais en corps de texte normal. Elles sont entourées par des guillemets français : « et ».
- Les listes à puces sont à éviter, des paragraphes rédigés étant largement préférés. Les tableaux sont à réserver à la présentation de données structurées (résultats, etc.).
- Les appels de note de bas de page (petits chiffres en exposant, introduits par l'outil «  Source ») sont à placer entre la fin de phrase et le point final[comme ça].
- Les liens internes (vers d'autres articles de Wikipédia) sont à choisir avec parcimonie. Créez des liens vers des articles approfondissant le sujet. Les termes génériques sans rapport avec le sujet sont à éviter, ainsi que les répétitions de liens vers un même terme.
- Les liens externes sont à placer uniquement dans une section « Liens externes », à la fin de l'article. Ces liens sont à choisir avec parcimonie suivant les règles définies. Si un lien sert de source à l'article, son insertion dans le texte est à faire par les notes de bas de page.
- La présentation des références doit suivre les conventions bibliographiques. Il est recommandé d'utiliser les modèles {{Ouvrage}}, {{Chapitre}}, {{Article}}, {{Lien web}} et/ou {{Bibliographie}}. Le mode d'édition visuel peut mettre en forme automatiquement les références.
- Insérer une infobox (cadre d'informations à droite) n'est pas obligatoire pour parachever la mise en page.

Pour une aide détaillée, merci de consulter Aide:Wikification.
Si vous pensez que ces points ont été résolus, vous pouvez retirer ce bandeau et améliorer la mise en forme d'un autre article.
Les Contrées nocturnes (The Night Lands) est le deuxième épisode de la deuxième saison de la série HBO de medieval fantasy Game of Thrones. L'épisode est diffusé le 8 avril 2012. Il est écrit par David Benioff et D. B. Weiss, et réalisé par Alan Taylor.

## Résumé
Davos Seaworth et son fils, Matthos, recrutent le pirate Salladhor Saan et sa flotte pour les rejoindre dans la guerre. Melisandre séduit Stannis Baratheon, lui promettant un fils s'il se donne entièrement au Seigneur de la Lumière.
Tyrion Lannister échange des menaces à peine voilées avec Lord Varys. Le Petit Conseil ignore les conditions de paix de Robb Stark, ainsi que la demande de la Garde de Nuit pour plus d'hommes et leur rapport de rencontres avec les morts-vivants. Lorsque le commandant de la Garde de la Ville, Lord Janos Slynt, refuse de révéler qui a ordonné la purge des enfants bâtards du roi Robert Baratheon, Tyrion l'exile à la Garde de Nuit, le remplaçant par Bronn. Cersei affronte Tyrion, qui réalise que le roi Joffrey Baratheon a ordonné la purge, avertissant sa sœur qu'"il sera difficile de régner sur des millions de personnes qui veulent votre mort".
Le cheval de Rakharo retourne au camp de Daenerys Targaryen portant sa tête coupée, laissant Irri dévastée et expliquant que son âme ne reposera jamais avec les ancêtres puisqu'ils n'ont pas brûlé son corps. Ser Jorah Mormont explique qu'il s'agit d'un message d'un autre khal refusant d'accepter le règne d'une femme sur un khalasar, et Daenerys jure de se venger.
De retour dans son pays natal, Theon Greyjoy tente de séduire une jeune femme, Yara. À Pyke, Theon présente à son père Balon l'offre de Robb qui fera de Balon le roi des îles de fer. Balon refuse, souhaitant prendre sa couronne avec Yara, révélée être la sœur de Theon, à la tête de sa flotte. Theon se rend compte que l'intention de Balon est de prendre le Nord pour lui-même.
Les gardiens de la ville (Port-Réal) recherchent Gendry dans la caravane mais sont refoulés par Yoren. Gendry dit à Arya qu'il sait qu'elle est une fille, et elle révèle qu'elle est en fait Arya Stark après avoir appris que son père avait rencontré Gendry avant son exécution.
Samwell Tarly demande à Jon Snow d'emmener Vère, l'une des filles-épouses de Craster, avec eux mais Jon refuse. Gilly est enceinte et Jon se demande ce qui arrive aux fils de Craster. Cette nuit-là, Jon suit Craster emmenant un nouveau-né dans les bois et voit un marcheur blanc récupérer le bébé, mais Craster assomme alors Jon.

## Production

### Scénario
L'épisode a été écrit par David Benioff et D.B. Weiss, basé sur le matériel original du deuxième livre de la série de George R.R. Martin, A Clash of Kings. Il comprend la majeure partie de l'intrigue des chapitres Arya II, Tyrion II, Arya III, Theon I, une partie de Daenerys I, Tyrion III, une partie d'Arya V, une partie de Tyrion V, une partie de Jon III et une partie de Theon II (chapitres 6 , 8–12, 19–20, 23–25 respectivement).
L'une des principales déviations par rapport aux livres a été la suppression du personnage du nouveau commandant de la City Watch, Ser Jacelyn Bywater, son rôle a fusionné avec le Bronn déjà introduit. Un autre personnage qui a été exclu était Aeron Damphair, qui n'était pas présent pour accueillir son neveu Theon aux Îles de Fer. Au lieu de cela, il a été reçu par sa sœur, dans une scène qui s'est déroulée bien plus tard dans les livres.
De plus, certaines scènes qui ne sont que subtilement impliquées dans l'original ont été rendues explicites dans l'épisode. Les scènes représentant Craster livrant un fils nouveau-né aux White Walkers et la relation sexuelle entre Stannis et Melisandre ont été écrites dans la série par les producteurs. 
L'épisode a été réalisé par Alan Taylor, ce qui en fait le quatrième épisode qu'il a réalisé pour la série. Taylor dirigerait trois autres épisodes de la série, dont deux dans la saison deux et un dans la saison sept.

### Lieux de tournage
L'épisode présente le nouvel emplacement de Pyke, le siège du pouvoir des Greyjoys sur les îles de fer. Les scènes qui s'y déroulent ont été filmées à Lordsport Harbour, Ballintoy, dans le comté d'Antrim en Irlande du Nord. Le tournage au port a eu lieu les 18, 19 et 22 août 2011, et à partir du 15 août, l'accès du public à la zone était limité. Les commerçants et les pêcheurs locaux, qui devaient temporairement amarrer leurs bateaux dans la ville voisine de Ballycastle, ont été compensés par la production. 
D'autres endroits en Irlande du Nord ont été à nouveau utilisés, y compris les intérieurs du studio Paint Hall à Belfast.

## Accueil
"Les Contrées nocturnes" a reçu des critiques positives de la part des critiques. L'agrégateur de critiques Rotten Tomatoes a interrogé 12 critiques de l'épisode et a jugé que 83% d'entre elles étaient positives avec une note moyenne de 8,5 sur 10. Le consensus critique du site Web se lit comme suit: "Plus morose que la première et pleine d'intrigues sombres, 'The Night Lands ' présente aux téléspectateurs de nouveaux lieux exotiques à Westeros et offre des moments cruciaux pour les personnages." [13] Matt Fowler d' IGN a noté l'épisode 8 sur 10 et l'a qualifié de "suite satisfaisante à la première remplie d'événements moins que monumentaux". Il a qualifié l'épisode de "grand épisode réservé", le comparant à l'épisode de la première saison " The Kingsroad ".Dans une critique destinée à ceux qui ont lu les romans sources, Emily Van Der Werff de The A.V. Club lui a donné un A- et a fait remarquer : "C'est un épisode fort et confiant de la série, et il nous emmène assez facilement des Terres Rouges à Beyond the Wall à Melisandre et Stannis faisant l'amour sur une table d'exposition géante, apparemment sans transpirer." Elle a également commenté positivement les thèmes de l'épisode, qui, selon elle, étaient la définition d'un bon leadership et le côté négatif du patriarcat. De plus, le critique a pensé que l'épisode était révélateur du passage de la série "d'une émission ridiculement divertissante" à "quelque chose du niveau de Breaking Bad ou Mad Men.
D'un autre côté, Patrick Koch de What Culture était plus critique à l'égard de l'épisode. Dans son classement des 40 premiers épisodes de Game of Thrones (saisons 1 à 4), Koch a placé "The Night Lands" au numéro 40, qualifiant l'intrigue de Greyjoy sur Pyke de "extrêmement inintéressante". Simon Abrams, écrivant pour Slant Magazine , a donné à l'épisode une critique mitigée par rapport à la première, se référant à "The Night Lands" comme "un peu décevant" et "pas aussi thématiquement pertinent que l'épisode de la semaine dernière." Dans son récapitulatif d'épisode pour Entertainment Weekly, James Hibberd a noté que la quantité de sexe dans la première saison de Game of Thronesétait "probablement le plus grand sujet de débat parmi les téléspectateurs" et a observé que cet épisode "aurait pu être l'heure la plus axée sur le sexe à ce jour". En effet, l'épisode a été écourté par le diffuseur Etisalat basé à Dubaï lors de sa diffusion initiale en raison de préoccupations concernant la nudité. Selon The National, les épisodes précédents avaient été diffusés sur Etisalat avec "un montage minimal".